# Ле Глоан, Пьер
Пьер Ле Глоан (6 января 1913 — 11 сентября 1943) — французский лётчик, участник Второй мировой войны. Стал одним из лучших французских асов, сбив в один день пять самолётов противника. За время военной карьеры сбивал как немецкие, итальянские, так и британские самолёты.

## Биография
Пьер Ле Глоан родился 6 января 1913 года в Бретани. Будущий ас начал интересоваться авиацией с раннего детства, а удостоверение пилота он сумел получить в августе 1932 года в возрасте 19 лет. Пьер Ле Глоан проявил себя умелым лётчиком и хорошим стрелком. К началу Второй мировой войны Ле Глоан дослужился до звания адъюнкт-шефа, летая на Morane-Saulnier MS.406C-1 в составе 5-й эскадрильи III истребительного авиаполка 6-й эскадры (Шартр). В первых же схватках с противником он проявил себя весьма агрессивным пилотом, а 23 декабря 1939 года одержал первую победу — сбил вместе с другим лётчиком около Вердена Do 17P. Второй Do 17 он сбил вместе с коллегой 2 марта 1940 года. В ходе сражений за Францию он принял также участие в уничтожении двух He 111, но в конце мая 1940 года его полк был выведен в Ле Люк для перевооружения на Dewoitine D.520, французам было приказано защитить часть Тулона от ударов со стороны Италии.
13 июня Ле Глоан сбил вместе с другими лётчиками два бомбардировщика Fiat BR.20, а два дня спустя на своём D.520 (№ 277), возглавив группу самолётов для отражения налёта вражеской авиации (преимущественно Fiat CR.42), он сбил четыре CR.42 и один BR.20 (две победы одержаны вместе с другими лётчиками). Этот вылет длился всего 45 минут, а рекорд — пять сбитых машин за один вылет — не был побит со времён Рене Фонка. Ле Глоан немедленно был произведён в суб-лейтенанты.
После падения Франции III полк 6-й эскадры вошёл в состав ВВС вишистской Франции. Сначала его направили в Алжир, а в мае 1941 года — в Ливан (аэродром Раяк), где полк воевал с британскими лётчиками. В первые же два дня боёв — 8 и 9 июня — Ле Глоан сбил три британских Hawker Hurricane, после чего его личный счёт вырос до 18 побед, из которых 8 были одержаны лично.
9 сентября 1941 года Пьеру Ле Глоану было присвоено воинское звание лейтенант, а его полк вернулся в Северную Африку. Начало мароккано-алжирской операции — высадка союзников 8 ноября 1942 года в Северной Африке — могло означать, что Ле Глоану вновь придётся воевать с британскими лётчиками, но этому помешала плохая погода, а 10 ноября французские войска перешли на сторону англо-американских союзников, и Ле Глоан оказался в составе ВВС Свободной Франции.
В середине 1943 года был образован новый III истребительный авиаполк 6-й эскадры, на вооружение которого поступили самолёты Bell P-39 Airacobra, а Ле Глоан 11 августа 1943 года был назначен командиром 3-й эскадрильи Roussillon, которая переняла традиции авиаотряда SPA 84 времён Первой мировой войны. Первые недели эскадрилья патрулировала прибрежные районы, и в ходе одного из таких вылетов лётчик погиб. Его ведомый сообщил Ле Глоану, что видит у его P-39 чёрный дым, а вскоре после этого двигатель заглох. Ле Глоан пошёл на вынужденную посадку, которая не предвещала никаких проблем, однако вскоре оказалось, что его подвесной топливный бак не отделяется — при посадке он взорвался, и в считанные секунды Airacobra Ле Глоана охватило пламя.